# Pontes de Miranda
Francisco Cavalcanti Pontes de Miranda GCIP (São Luís do Quitunde, 23 de abril de 1892 – Rio de Janeiro, 22 de dezembro de 1979) foi um advogado, jurista, filósofo, sociólogo, magistrado, diplomata e escritor brasileiro.

## Biografia

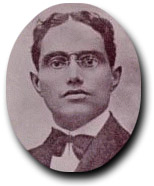
Pontes de Miranda.

Autor de livros nos campos da matemática e das ciências sociais como sociologia, psicologia, política, poesia, filosofia e sobretudo direito, tem obras publicadas em português, alemão, francês, espanhol e italiano.
Nasceu em 23 de abril de 1892, prematuro, aos 6 meses de gestação em um antigo engenho chamado Frexeiras em São Luis do Quitunde, Alagoas. Recebeu o nome de Francisco, em homenagem a São Francisco de Assis.
Aos sete anos de idade revelava-se uma inteligência precoce, lia corretamente o francês e português.
Aos dezesseis anos, seu pai Manoel Pontes lhe deu uma passagem para ir estudar matemática e física na Universidade de Oxford, mas sua tia Francisca Menezes o incentivou a estudar direito. Escolher direito não o impediu de destacar a importância da matemática em suas obras, inclusive esta era sua primeira tendência, por causa de seu avô Joaquim Pontes de Miranda, formado em direito, mas grande matemático.
No segundo ano da faculdade iniciou seu primeiro livro, escrito a mão, intitulado “À Margem do Direito”, elogiado pelo jurista Ruy Barbosa.

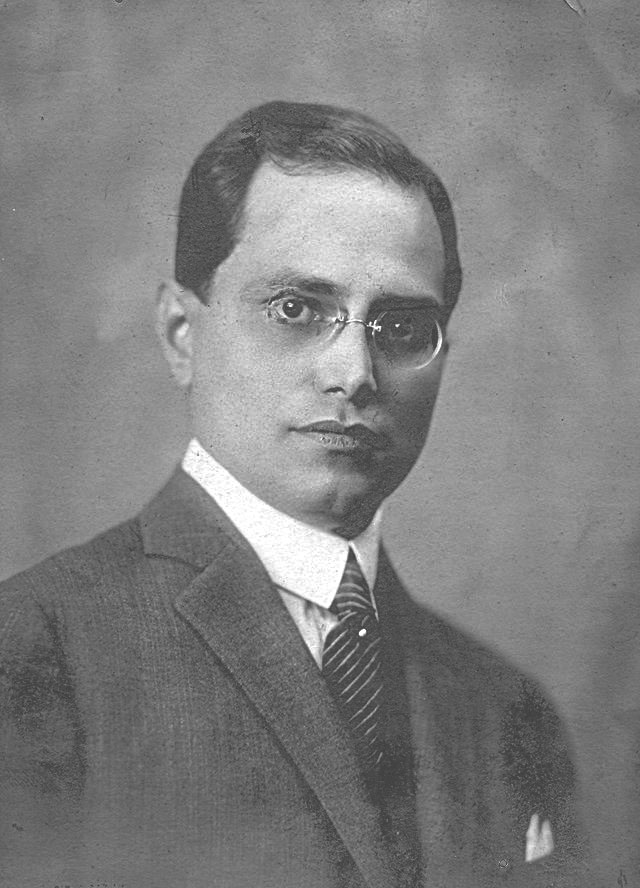
Pontes de Miranda.

Aos dezenove anos formou-se bacharel em direito e ciências sociais (1911) pela Faculdade de Direito do Recife (hoje integrante da Universidade Federal de Pernambuco), mesmo ano em que escreveu seu Ensaio de Psicologia Jurídica, o qual foi novamente alvo de elogios de Ruy Barbosa.
Começou a escrever o Tratado de Direito Privado em 1914, buscando livros da Rússia, Índia e de outros países. Colecionando mais de três mil monografias, Tratados de Direito Civil, de Direito Criminal e de Direito Antigo. Lançou o Tomo I do Tratado de Direito privado somente em 1954.
Em 1936, se inscreveu no concurso para professor catedrático de direito internacional privado da então Universidade do Rio de Janeiro (hoje Faculdade Nacional de Direito da UFRJ), tendo disputado a vaga com os juristas Haroldo Valladão e Oscar Tenório. Valladão descobriu supostos plágios na tese apresentada por Pontes de Miranda (Nacionalidade de origem e naturalização no direito brasileiro) e escreveu um livro para demonstrá-lo (Impugnação à these e a trabalhos apresentados pelo candidato Bacharel F. C. Pontes de Miranda no concurso para Professor Cathedrático de Direito Internacional Privado da Universidade do Brasil), o qual foi entregue aos membros da banca examinadora do certame. Pontes de Miranda se retirou do concurso, mas publicou a tese como livro  .
Casou-se com Maria Biatriz, sua primeira namorada, que lhe deu quatro filhas: Maria da Penaz, Maria Alzira, Rosa Biatriz e Maria Beatriz. Sua primeira mulher faleceu em 1959.
Mais tarde casa-se com Amnéris Pontes de Miranda, que lhe deu uma filha: Francisca Maria.
Tendo feito algumas restrições à teoria de Albert Einstein, por exemplo, sobre sua afirmação do encurvamento do espaço, este sugere que Pontes de Miranda escrevesse uma tese sobre Representação do Espaço e a enviasse para o Congresso Internacional de Filosofia, que se reuniria em Viena, em 1924.
Foi consultor jurídico da V Conferência Pan-Americana, no Chile.
Convidado para ser embaixador da Alemanha, não aceitou, por ser a era de Hitler e contra ditaduras.
Não ser católico não o impediu de ser amigo do Papa João XXIII, inclusive antes se encontrar com este, mandou dizer-lhe que não era católico, mas o papa devolveu a resposta afirmando que existem muitos católicos no inferno e que o considerava um verdadeiro franciscano. Em 1975, converteu-se ao catolicismo.
Passava a maior parte do dia entre suas três bibliotecas que possuíam mais de 90 mil obras. 
Publicou mais de 300 obras no Brasil e no exterior.  
Em uma entrevista ocorrida em 13 de março de 1978, salienta que apesar de considerarem o Tratado de Direito Privado a sua melhor obra, preferia dar ênfase ao seu Tratado das Ações, distribuído em 10 volumes.  
Foi nomeado para a justiça do Distrito Federal, pelo ex-presidente do Brasil Arthur Bernardes.

Arnoldo Wald, Pontes de Miranda e Caio Mário da Silva Pereira.

Foi professor honoris causa da Universidade de São Paulo, Universidade do Brasil, Universidade do Recife, Universidade Federal de Alagoas, Pontifícia Universidade Católica do Rio Grande do Sul e Universidade Federal de Santa Maria (RS). 
Foi desembargador do antigo Tribunal de Apelação do Distrito Federal e embaixador do Brasil na Colômbia.
Em sua produção bibliográfica, 144 volumes dos quais 128 estudos jurídicos, destaca-se seu Tratado de Direito Privado, obra com 60 volumes e mais de 30 mil páginas, concluído em 1970. Suas primeiras obras — À margem do direito (1912) e A moral do futuro (1913) — foram à época elogiadas pelos juristas Clóvis Beviláqua, Ruy Barbosa e pelo crítico literário José Veríssimo. 
Por duas vezes foi premiado na década de 1920 pela Academia Brasileira de Letras, da qual tornou-se membro em 1979. Seus prêmios: Prêmio da Academia Brasileira de Letras (1921) por A Sabedoria dos Instintos e Láurea de Erudição (1925) por Introdução à Sociologia Geral. 
É considerado o parecerista mais citado na jurisprudência brasileira. Sua biblioteca pessoal (16.000 volumes e fichário) hoje integra o acervo do Supremo Tribunal Federal. Paulatinamente, desde a década de 1990, suas obras estão sendo atualizadas e retornando ao mercado editorial brasileiro, através de várias editoras.
Autor de influência alemã, introduziu novos métodos e concepções no Direito brasileiro, nos ramos da Teoria Geral do Direito, Filosofia do Direito, Direito Constitucional, Direito Internacional Privado, Direito Civil, Direito Comercial e Direito Processual Civil.
A 10 de Fevereiro de 1981 foi agraciado a título póstumo com a Grã-Cruz da Ordem da Instrução Pública de Portugal.

## Academia Brasileira de Letras
Foi eleito em 8 de março de 1979 para a cadeira 7 da Academia Brasileira de Letras, sucedendo ao também jurista Hermes Lima.

## Bibliografia

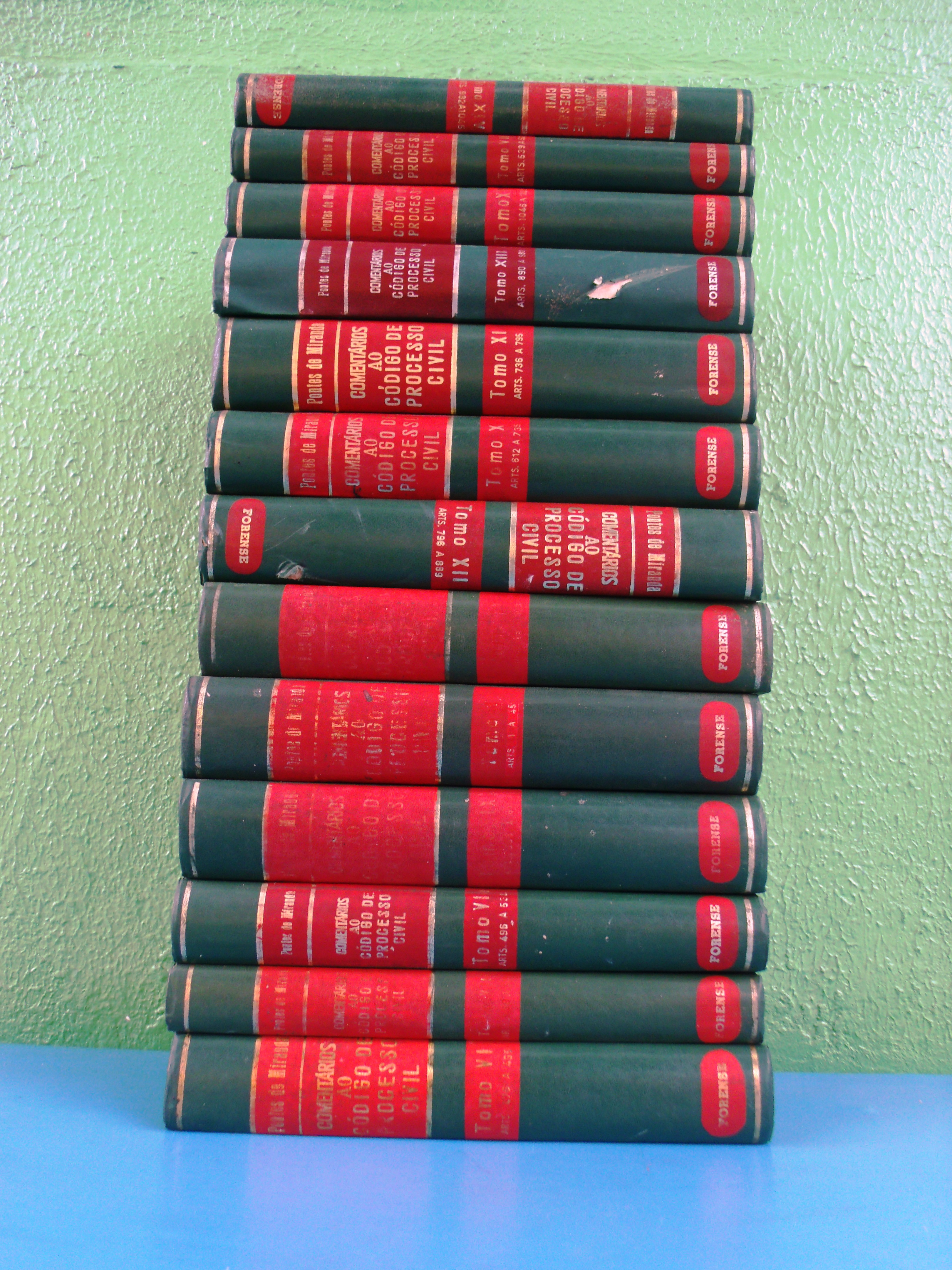
Algumas das obras de Pontes de Miranda na Biblioteca Municipal Marion Saraiva, em Campo Maior, Piauí.